# Гатри, Тайрон
Сэр Уильям Тайрон Гатри (англ. Tyrone Guthrie; 2 июля 1900, Роял-Танбридж-Уэллс, Кент, Англия — 15 мая 1971, Ньюблисс, Ирландия) — английский актёр, режиссёр, драматург. Известен своим оригинальным подходом к шекспировской и современной драматургии.

## Биография
Дебютировал как актёр в 1923 году, в 1924 году поступил на работу на Би-би-си в качестве телеведущего и начал ставить пьесы для радио, в 1926-1927 годах работал постановщиком в Шотландской национальной труппе (Scottish National Players), затем вернулся на BBC, где стал одним из первых авторов пьес, предназначенные для радиопостановок.
С 1929 по 1933 год руководил различными театрами, в том числе Кембриджским фестивальным театром (1929), поставил в 1932 году пьесу «Шесть персонажей в поисках автора» Л. Пиранделло в Вестминстерском театре.
В 1930-1950-х годах Т. Гатри стал одним из видных режиссёров , вошёл в историю театра прежде всего как постановщик произведений У. Шекспира и елизаветинской драмы.
В 1933 году был приглашён в лондонский театр «Олд Вик», где поставил ряд шекспировских пьес, проявив в постановках комедий склонность к эксцентрике, импровизации (клоунские трюки, арлекинада). Стремясь отойти от традиционных интерпретаций Шекспира, экспериментировал в области сценической формы, затрагивая в своих работах современные проблемы: в спектакле «Гамлет» (1938, с А. Гиннессом в главной роли) поднимались вопросы о судьбах интеллигенции в фашистском государстве.
Ставил драматические спектакли и оперы в различных лондонских театрах (в том числе в «Ковент-Гарден»), в Нью-Йорке («Метрополитен-опера») и др. городах.
В 1953 году основал Шекспировский театральный фестиваль в Стратфорде (Канада) и был его режиссёром. В 1963-1965 годах руководил созданным им театром в Миннеаполисе (США).

## Избранные режиссёрские работы
- «Двенадцатая ночь» (1937),
- «Гамлет» (1937, с Л. Оливье в главной роли),
- «Укрощение строптивой» (1939),
- «Всё хорошо, что хорошо кончается» (1953),
- «Троил и Крессида» (1956).

Автор нескольких пьес. В 1961 году был возведён в рыцарское достоинство.